# پنجره نیم‌دایره

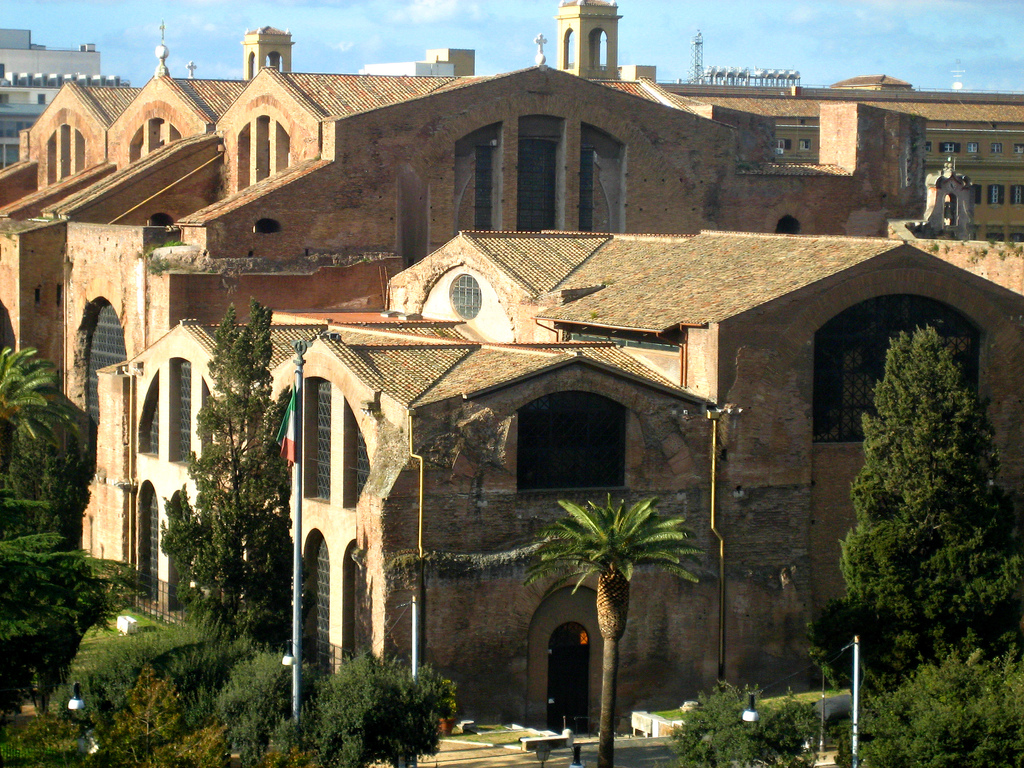
حمام دیوکلسین با پنجره دیوکلسین در رم

پنجره نیم‌دایره یا پنجره‌های دیوکلتیان(به انگلیسی: Diocletian window) و همچنین پنجره‌های حرارتی  به پنجره‌های بزرگ نیم‌دایره‌ای گفته می‌شود که از مشخصهٔ حمام‌های عمومی بزرگ (حمام آب گرم) روم باستان هستند. این پنجره‌ها به صورت محدود از سوی برخی از معماران کلاسیک در دوران مدرن تر دوباره زنده شده‌اند.

## واژه شناسی
پنجره‌های دیو کلسین نام پنجره‌هایی بودند که در حمام آب گرم روم در سال ۳۰۲ میلادی پیدا شدند. نام این نوع پنجره‌های حرارتی از ارتباط آن‌ها با آب گرم دیوکلسین می‌آید.

## ویژگی‌ها
پنجره‌های دیوکلسین ردیفی از قوس پنجره‌ها (یا دیگر دهانه‌ها) هستند که معمولاً به وسیله جرز دار کردن‌های دو طرف عمودی به سه چراغ تقسیم می‌شوند (پنجره خزانه) که محفظهٔ مرکزی آن اغلب گسترده‌تر از چراغ دو طرف آن است.

## تأثیرات

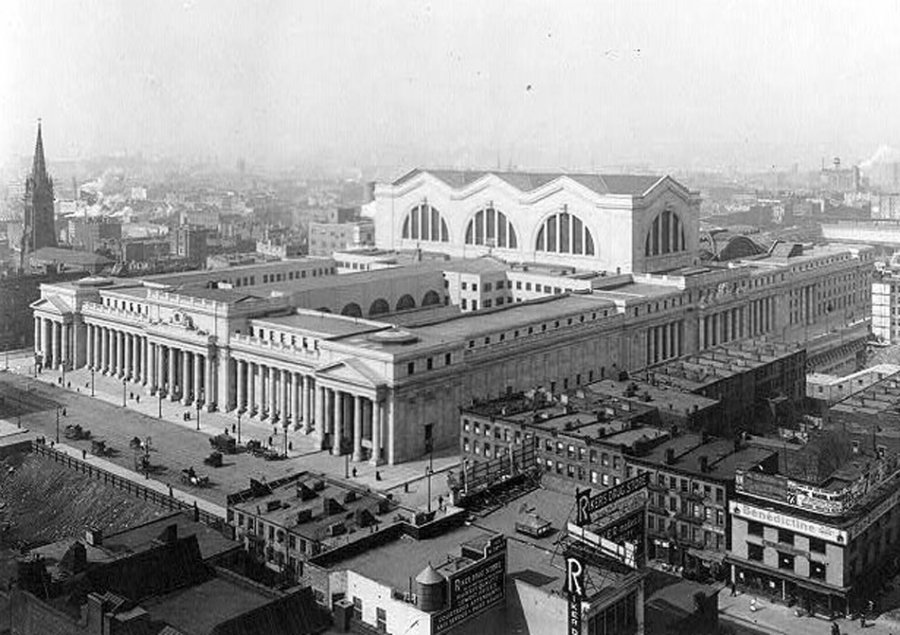
یک نوع پنج نور از پنجره حرارتی در ایستگاه قدیمی پن در شهر نیویورک مربوط به سال ۱۹۱۱ دیده می‌شود.

این نوع پنجره در قرن ۱۶ در ایتالیا دوباره احیا و مورد استفاده قرار گرفته شد و توسط اندره پالادیو وهمراهانش در قالب یک نور مرکزی قوسی به صورت محدود و دیافراگم مربعی گنجانیده شد. این نوع ترکیب به عنوان یک پالادیویی یا پنجره شناخته شد.
بیشترین استفاده پنجره دیوکلسین در قرن ۱۸ توسط معمار انگلیسی ریچارد بویل، ارل برلینگتون یکی از مؤلفان سبک پالادیوی انگلیسی و پیروان او بود.
استفاده از پنجره دیوکلسین گاهی در ساختمان‌های بزرگ عمومی یا در انقلاب‌های مختلف معماری نئوکلاسیک از جمله جنبش هنرهای زیبایی بین سال‌های (۱۹۲۰–۱۸۸۰) ادامه پیدا کرد.